# La torre del tempo
La torre del tempo (Чернови́к, traslitterazione dal cirillico russo: Chernovik) è un romanzo del 2005 di Sergej Luk'janenko.
Il romanzo è stato tradotto in lingua inglese con il titolo di Rough Draft e ha un seguito,Чистови́к (Chistovik, tradotto nell'edizione inglese con Final Draft). Le due opere sono entrambe ambientate in un universo parallelo chiamato Draft Universe.
Sebbene Mondadori abbia tradotto in italiano il primo dei due romanzi - appunto, col titolo "La torre del tempo" - nel 2010, il secondo libro risulta tuttora inedito in Italia.

## Trama
"Degli estranei vivono nel tuo appartamento. Un'altra persona ha occupato il tuo posto di lavoro. I tuoi amici e la tua ragazza non si ricordano più di te. Ti stanno cancellando da questo mondo... Chi sono?"
Kirill Maksimov è un ventiseienne moscovita che conduce una vita qualunque: lavora come manager in una ditta di informatica, ha appena rotto con la ragazza e vive con il cane Anacardo.
Un giorno, rincasando, trova un'intrusa nel suo appartamento, che afferma di abitare lì da tre anni. Da quel momento, Kirill comincia ad essere tagliato fuori dal mondo: i suoi documenti sbiadiscono e scompaiono, gli amici e i parenti lo dimenticano; persino gli estranei si dimenticano di averlo incontrato pochi minuti dopo aver parlato con lui. Il giovane trova rifugio in una vecchia torre idrica, seguendo le indicazioni di uno sconosciuto. Ben presto si scopre che quella torre è una sorta di passaggio fra cinque universi paralleli, e Kirill è stato scelto come doganiere, sviluppando incredibili capacità fisiche e psichiche. Insieme all'amico Kotja (che si è dimenticato di lui, ma che ha nuovamente accettato la sua amicizia), Kirill cerca di capire quale sia il suo ruolo.
Kirill è stato trasformato in un Funzionale, una classe di super-uomini che vengono scelti per esercitare al meglio una funzione o un mestiere (nel caso del protagonista, doganiere nella torre che congiunge i cinque mondi). La virtuale immortalità e i privilegi dei Funzionali, tuttavia, non sono l'unica faccia della medaglia.

## Edizioni
- Sergej Luk'janenko, La torre del tempo, Arnoldo Mondadori Editore, 2010,  p. 448, ISBN 978-88-04-60355-9.